# Idaea profanaria
Idaea profanaria là một loài bướm đêm trong họ Geometridae.